# Juvigny (Haute-Savoie)
Juvigny is een gemeente in het Franse departement Haute-Savoie (regio Auvergne-Rhône-Alpes) en telt 539 inwoners (1999). De plaats maakt deel uit van het arrondissement Saint-Julien-en-Genevois.

## Geografie
De oppervlakte van Juvigny bedraagt 2,7 km², de bevolkingsdichtheid is 199,6 inwoners per km².
De onderstaande kaart toont de ligging van Juvigny (Haute-Savoie) met de belangrijkste infrastructuur en aangrenzende gemeenten.

## Demografie
Onderstaande figuur toont het verloop van het inwonertal (bron: INSEE-tellingen).